# Джіджі Хадід
Джелена Нура Хадід (також Гадід) (англ. Jelena Noura Hadid), відома як Джіджі Хадід (англ. Gigi Hadid, нар. 23 квітня 1995) — американська супермодель, телеведуча і модельєрка палестинського походження. Амбасадорка косметичного бренду Maybelline.

## Біографія
Народилася 23 квітня 1995 року в Лос-Анджелесі, штат Каліфорнія, в сім'ї мільйонера-забудовника Мохамеда Хадіда і колишньої моделі Йоланди Хадід. Мати має нідерландське коріння, батько — палестинець. По лінії батька Джіджі походить від Захір аль-Умарa, еміра Назарету та шейха Галілеї. У неї є молодша сестра Белла та молодший брат Анвар, обоє також моделі. У неї також є дві старші зведені сестри по батьківській лінії: Маріель і Алана. Вона та її брат із сестрою виросли на ранчо в Санта-Барбарі. Через 10 років родина переїхала до Беверлі-Гіллз. Навчалася у школі Малібу, яку закінчила у 2013 році. У школі очолювала волейбольну команду і активно займалася кінним спортом. Входила в юнацьку олімпійську збірну з волейболу, мріяла про професійну спортивну кар'єру. Після школи переїхала в Нью-Йорк і вивчала кримінальну психологію в приватному університеті The New School. Досить скоро Хадід полишила навчання і повністю зосередилася на модельному бізнесі.

## Кар'єра

### 1997–2012: Рання творчість
Кар'єру почала у 2 роки — її помітив Пол Марчіано, дизайнер і співзасновник бренду Guess. Кілька років позувала для лінії «Baby Guess», потім припинила свою роботу і зосередилася на навчанні. Повернулася до модельного бізнесу в 2011 році. Вона відновила роботу з Марчіано і була названа обличчям кампанії Guess у 2012 році. Зняла три кампанії з Guess, будучи дорослою.

### 2013–2016: Прорив
Після підписання контракту з IMG Models у 2013 році Хадід дебютувала на Нью-йоркському тижні моди в лютому 2014 року, виступаючи для Desigual. У тому ж місяці вона здійснила прорив у високу моду на обкладинці CR Fashion Book Карін Ройтфельд. 15 липня 2014 року вона знялася з актором і моделлю Патріком Шварценеггером в осінньо-зимовій кампанії модельєра Тома Форда Eyewear. Вона була співведучою заходу Daily Front Row 's Fashion Media Awards, який відбувся в Нью-Йорку 5 вересня 2014 року. Вона також знялася в кампаніях для Tom Ford F/W 2014, Tom Ford Velvet Orchard Fragrance та Tom Ford Beauty 2014. Вона була зображена на обкладинці журналу Galore у 2014 році.
З'явилася в календарі Pirelli на 2015 рік. У тому ж році була амбасадоркою бренду австралійського модного бренду купальників Seafolly. У січні 2015 року Хадід була названа моделлю року за версією Daily Front Row і амбасадоркою бренду Maybelline. У березні 2015 року Хадід та її тодішній бойфренд Коді Сімпсон були представлені в рамках проєкту модного фотографа Маріо Тестіно «Towel Series». До травня 2015 року виступала для дизайнерів Марка Джейкобса, Chanel, Michael Kors, Жана-Поль Готьє і Max Mara. Вона з'явилася в кліпі на пісню Тейлор Свіфт «Bad Blood», який був випущений того ж місяця. Джіджі кілька разів виступала разом зі своєю молодшою сестрою Беллою. У грудні 2015 року вона вперше з'явилася на Victoria's Secret Fashion Show.
З’явилася на обкладинках кількох журналів, зокрема Vogue (США, Франція, Італія, Велика Британія, Японія, Іспанія, Австралія, Бразилія, Нідерланди, Німеччина, Китай), Schön!, Numéro, Allure, W і Teen Vogue, а також The Wall Street Journal, Elle (Канада), Dazed і Harper's Bazaar (США, Малайзія). Вона також знімала редакційні статті для VMan, Elle (США), Grazia, Cleo, Vogue, Sports Illustrated, Paper Magazine, Vanity Fair і V Magazine. Знялася в кампаніях для Guess, Versace, Penshoppe, Balmain F/W 2015, Topshop, Max Mara та Stuart Weitzman.
У 2016 році Хадід виступала для Versace, Chanel, Elie Saab, Fendi, Марк Джейкобс, Anna Sui, Miu Miu, Balmain, Diane Von Furstenberg, Tommy Hilfiger, Fenty x Puma, Isabel Marant і Giambattista Valli. У січні 2016 року вона стала глобальною амбасадоркою бренду Tommy Hilfiger, який випускає кампанії нижньої білизни, одягу та ароматів. У квітні 2016 року Хадід знялася в інтерактивній кампанії, яка включала рекламу BMW 2 Серії (F22). 19 червня 2016 року вона була ведучою церемонії вручення нагород iHeartRadio Much Music Video Awards 2016 у Торонто. Вона спільно з Томмі Хілфігером розробила капсульну колекцію під назвою Gigi by Tommy Hilfiger, яка була випущена восени 2016 року в Нью-Йорку і показана на осінньому тижні моди. Під час осінніх тижнів моди 2016 року в Нью-Йорку, Мілані та Парижі вона відкрила п'ять показів і закрила сім. У жовтні була представлена її колекція черевиків для Stuart Weitzman під назвою Gigi Boot, і вона стала амбасадоркою бренду для Reebok та лідеркою кампанії #PerfectNever. 
20 листопада 2016 року Хадід вела церемонію вручення American Music Awards разом із випускником Saturday Night Live Джеєм Фароа. Вона отримала негативну реакцію за пародіювання колишньої першої леді Меланії Трамп під час шоу, а пізніше вибачилася за це. У грудні 2016 року вона вдруге з'явилася на Victoria's Secret Fashion Show, вперше отримавши крила, і в тому ж місяці отримала нагороду «Міжнародна модель року» на British Fashion Awards, отримала їй від Донателли Версаче.

### 2017–сьогодні: подальше визнання та співпраця з брендами
Хадід розпочала сезон 2017 весняно-літніх кампаній, знявшись у кампаніях Fendi та Moschino. Вона також була обличчям кампанії S/S 2017 для аксесуарів Max Mara, Stuart Weitzman і DSQUARED2. Друга колекція прет-а-порте Tommy Hilfiger і Hadid була представлена в лютому 2017 року для весняного сезону. Вона була моделлю рекламної кампанії Versus Versace весна/літо 2017, де були представлений і її тодішній партнер, співак Зейн Малік, і модель Адвоа Абоа. Хадід також стала фотографкою для  спеціального літнього випуску журналу V Magazine, який навіть створив спеціальну колонку і назвав її Gigi's Journal, де були представлені полароїди колег з індустрії моди, знаменитостей і близьких друзів моделі.
Хадід була на чотирьох обкладинках Vogue у березні 2017 року; США, Британія, Китай та перший випуск Vogue Arabia. Вона також з'явилася на обкладинках CR Fashion Book (весна/літо 2017), Jolie (квітень 2017) і The Daily (весна 2017). Вона з’явилася на обкладинках нідерландських видань Vogue, Cosmopolitan і Glamour у травні 2017 року, а також на обкладинці американського Harper's Bazaar у червні/липні 2017 року. Вона знялася в редакційних матеріалах для американського Vogue (квітень 2017) і LOVE Magazine (весна/літо 2017).
У серпні 2017 року вона з'явилася обкладинці для американського Vogue зі своїм тодішнім бойфрендом Зейном Маліком. Під час місяця моди осінь/зима 2017 у Нью-Йорку, Мілані та Парижі вона відкривала покази для Jeremy Scott, Anna Sui, Versus Versace, Alberta Ferretti, Missoni, H&M і Balmain; і закрила покази Isabel Marant, Moschino, Max Mara та Anna Sui. Також випустила перший сезон двох нових спільних робіт з Vogue Eyewear і Messika Jewelry. У Daily Front Row's на третій щорічній премії Fashion Los Angeles Awards Хадід була нагороджена за найкращий дизайнерський дебют за свою колекцію з Tommy Hilfiger. Вона завершила 2017 рік як Жінка року разом із Ніколь Кідман, Соланж Ноулз, Музун Алмеллехан за версією Glamour.
2018 рік розпочала кількома кампаніями, включаючи Valentino, Moschino, Versace і Fendi. Вона також випустила свою другу співпрацю з Vogue Eyewear і Messika Jewelry. У лютому під час тижня моди представила четвертий і останній сезон своєї капсульної колекції з Tommy Hilfiger в Мілані.
У 2018 році Хадід з’явилася на багатьох міжнародних обкладинках Vogue, включаючи британський Vogue у березні, Vogue Italia у травні та Vogue Brazil у вересні. Вона також з'явилася на кількох американських обкладинках, включно з травневим випуском Harper's Bazaar, V Magazine Fall Preview Cover V114 і W Magazine. Вона також висвітлювала 10-річчя журналу LOVE Magazine, Chaos 69 та Chaos True Originals – Disney Special.
У листопаді 2018 року Хадід оголосила про свою першу співпрацю з Reebok, розробляючи кросівки для бренду, починаючи з обмеженого випуску 7 грудня, а повна колекція буде випущена пізніше в лютому 2019 року. Вона також повернулася на Victoria's Secret Fashion Show вже втретє. На початку 2019 року з’явилася на інших міжнародних обкладинках Vogue, зокрема Vogue Чехословаччина, Vogue Arabia та Vogue Hong Kong.
У жовтні 2019 року Хадід знялася в епізод для кулінарного конкурсу Beat Bobby Flay. Вона об'єдналася з шеф-кухарем Енн Баррелл проти шеф-кухаря і ресторатора Боббі Флея. Епізод вийшов в ефір у червні 2020 року. Вона зіграла запрошену роль в епізоді «Scooby-Doo and Guess Who?». Епізод вийшов в ефір 1 жовтня 2020 року на потоковому сервісі Boomerang. 
У серпні 2022 року Хадід розповіла, що запускає свою першу лінію одягу Guest in Residence.

## Активізм
У січні 2016 року Джіджі Хадід взяла участь в американському МастерШеф і зібрала 25 000 доларів для Global Lyme Alliance, організації, що займається псевдонауковою діагностикою хронічної хвороби Лайма. У жовтні 2016 року вона приєдналася до інших знаменитостей у підтримці благодійного проєкту футболок «Діти в біді», розробленого BBC. Сорочка, розроблена Джайлзом Діконом, була продана за 15 мільйонів доларів, а 70% усіх доходів пішли на благодійність.
У січні 2017 року, після того як президент Дональд Трамп підписав указ 13780 Захист нації від в'їзду іноземних терористів до Сполучених Штатів Америки, відомий як "Обмеження в'їзду до США громадян Ірану, Лівії, Сомалі, Судану, Сирії та Ємену"; Джіджі та її сестра Белла протестували серед інших у Нью-Йорку.
У травні 2018 року Хадід оголосила, що буде тісно співпрацювати з ЮНІСЕФ, щоб допомогти дітям у всьому світі. 25 серпня вона вирушила у свою першу місію з ЮНІСЕФ, щоб відвідати їхні програми в Бангладеші. Поїздка припала напередодні річниці Кризи біженців рохінджа 2015 року.
3 травня 2020 року Хадід та інші знаменитості об’єднали зусилля, щоб зіграти віртуальний благодійний тенісний матч Facebook Gaming, організований IMG Tennis. Усі учасники отримали по 25 000 доларів, щоб пожертвувати на благодійність на свій вибір. Переможці отримали додатково 1 мільйон доларів для пожертвувань. Хадід грала за некомерційну організацію Feeding America. У червні 2020 року Хадід виставила на аукціоні частину свого одягу в рамках благодійного аукціону, організованого британським Vogue, всі гроші передали на користь NHS Charities Together і NAACP.
Хадід підтримала рух Black Lives Matter. Відсоток від продажів її карантинної редакційної статті з V Magazine, Gigi's Journal Part II, було передано чотирьом організаціям; Black Lives Matter Global Network Foundation, the NAACP, ACLU та Campaign Zero. Організації також отримали особисті пожертви від Хадід.
Хадід часто брала участь у пропалестинських маршах і агітаціях.
У 2022 році Хадід пообіцяла пожертвувати свої доходи від осінніх шоу 2022 року на допомогу українцям, які постраждали від російського вторгнення.

## Особисте життя
У 2014 році Хадід розповіла, що у неї Тиреоїдит Хашимото
7 листопада 2022 року Хадід видалила свій обліковий запис у Twitter, написавши в Instagram: «Протягом тривалого часу, але особливо з новим керівництвом, він стає все більше й більше вигрібною ямою ненависті та фанатизму, і це не те місце, де я хочу бути частиною.
З 2013 по травень 2015 року Хадід зустрічалася з австралійським співаком Коді Сімпсоном. Вона знялася в його кліпах на «Surfboard» і «Flower». Згодом вона зустрічалася з американським співаком Джо Джонасом з травня по листопад 2015 року, протягом якого знялася в кліпі його гурту DNCE на пісню «Cake by the Ocean».
Вона почала зустрічатися з англійським співаком Зейном Маліком в кінці 2015 року, пара неодноразово розлучалася і мирилася. Вона з'явилася в кліпі Маліка на пісню «Pillowtalk». У серпні 2017 року вони знялися на обкладинці американського Vogue, що зробило їх третьою парою, яка з’явилася разом на обкладинці Vogue. Зйомка викликала суперечки через те, що Vogue помилково назвав їх гендерфлюїдними, за що журнал вибачився. Вони також створили рекламну кампанію Versus Versace як пара, а Хадід виступила фотографкою. У квітні 2020 року під час інтерв’ю на The Tonight Show Starring Jimmy Fallon після того, як почали поширюватися чутки про її вагітність, вона її підтвердила. У вересні 2020 року народила доньку. Сім'я проводила більшу частину часу на фермі в сільській місцевості Нью-Гоуп, де мати і молодша сестра Хадід також володіють землею. 
У жовтні 2021 року проти Зейна Маліка порушили кримінальну справу. Його звинуватили у чотирьох злочинах проти Джіджі та Іоланди Хадід. Спочатку він все заперечував, та, врешті, визнав провину. Щоправда не у всіх чотирьох злочинах. Суд Пенсільванії засудив його до 360 днів умовного терміну, а також до завершення програм контролю гніву та домашнього насильства. Повідомляється, що Джіджі з Маліком припинили стосунки після інциденту. 
З вересня 2022 року Джіджі Хадід пов'язували з Леонардо Ді Капріо, оскільки вони були сфотографовані разом на вулицях Парижа.

### Правові питання
У 2017 році Хадід намагалася поїхати до Шанхаю для участі Victoria's Secret Fashion Show 2017, але її китайську візу було анульовано після появи в інтернеті відео, на якому вона показує косі очі, наслідуючи Будду, і воно було розкритиковане як расистське китайськими інтернет користувачами. Представники Victoria's Secret відмовилися від коментарів, коли їх запитали, чи Джіджі відмовилася від показу мод самостійно на прохання компанії, чи китайська влада чинила тиск. 
Наприкінці січня 2019 року незалежне фотоагентство Business Xclusive подало на модель до суду за те, що вона поширила свою фотографію від жовтня 2018 року без дозволу фотографа. У 2017 році фотограф Пітер Сепеда зробив її фото, яке вона пізніше опублікувала в Instagram. У вересні наступного року він подав проти неї позов, яке пізніше було врегульовано поза судом.

## Громадська позиція
Джіджі Хадід, як І Белла, підтримує Палестину. Вона заявила, що засуджує терор щодо невинних людей, але каже, що відчуває "глибоку симпатію і горе" до свого народу, який живе "під окупацією".

## Фільмографія

### Кіно й телебачення
| Рік       | Фільм                                         | Роль                     | Примітка                                   |
| --------- | --------------------------------------------- | ------------------------ | ------------------------------------------ |
| 2012      | Virgin Eyes                                   | Андрея                   | Короткий фільм                             |
| 2012-2016 | Справжні домогосподарки Беверлі Хіллз         | В ролі самої себе        | Кілька появ (сезони 3–6)                   |
| 2015      | Those Wrecked by Success (Зруйновані успіхом) | В ролі самої себе        | Короткий фільм                             |
| 2016      | Американський МастерШеф                       | В ролі самої себе        | Епізод: "MasterChef Celebrity Showdown"    |
| 2016      | Королівські перегони Ру Пола                  | Запрошений суддя         | Епізод: 8 сезон, 5 тиждень                 |
| 2016      | Ліпсінк Батл                                  | В ролі самої себе        | Епізод: «Джіджі Хадід проти Тайлера Поузі» |
| 2018      | Вісім подруг Оушена                           | В ролі самої себе        | Камео                                      |
| 2020      | Beat Bobby Flay                               | В ролі самої себе        | Епізод: «Суперкухар, супермодель»          |
| 2021      | Я ніколи не…                                  | В ролі самої себе(голос) | Епізод: «... відкрив підручник»            |

### Музичні кліпи
| Рік  | Пісня                              | Артист        | Роль                          |
| ---- | ---------------------------------- | ------------- | ----------------------------- |
| 2014 | Surfboard                          | Коді Сімпсон  | В ролі самої себе             |
| 2014 | Simplethings                       | Miguel        | Коханої                       |
| 2015 | Bad Blood                          | Тейлор Свіфт  | Slay-Z                        |
| 2015 | Flower                             | Коді Сімпсон  | В ролі самої себе (камео)     |
| 2015 | How Deep Is Your Love              | Calvin Harris | Дівчини в яку всі закохуються |
| 2015 | Gasoline                           | Halsey        | В ролі самої себе             |
| 2015 | Cake by the Ocean                  | DNCE          | В ролі директора              |
| 2016 | Pillowtalk"                        | Зейн Малік    | Дівчини                       |
| 2020 | One More Time (V Magazine version) | Daft Punk     |                               |

## Нагороди
| Рік  | Нагорода                                | Категорія                     | Результат |
| ---- | --------------------------------------- | ----------------------------- | --------- |
| 2015 | First Annual Fashion Los Angeles Awards | Модель року                   | Перемога  |
| 2015 | Teen Choice Awards                      | Choice Model                  | Номінація |
| 2016 | MTV Italian Music Awards                | Найкращий наряд               | Перемога  |
| 2016 | Teen Choice Awards                      | Choice Female Hottie          | Номінація |
| 2016 | British Fashion Awards                  | Міжнародна модель року        | Перемога  |
| 2017 | Third Annual Fashion Los Angeles Awards | Найкращий дизайнерський дебют | Перемога  |
| 2017 | Teen Choice Awards                      | Choice Model                  | Номінація |
| 2018 | Teen Choice Awards                      | Choice Model                  | Перемога  |